# Declaração de Maio
A Declaração de Maio (em esloveno: Majniška deklaracija, em croata: Svibanjska deklaracija, em sérvio: Majska deklaracija/Мајска декларација) foi um manifesto de demandas políticas pela unificação dos territórios habitados pelos eslavos do sul dentro da Áustria-Hungria apresentado ao Conselho Imperial em Viena em 30 de maio de 1917. Foi escrito por Anton Korošec, o líder do Partido Popular Esloveno. O documento foi assinado por Korošec e trinta e dois outros delegados do conselho representando as terras eslavas do sul dentro da parte da Cisleitânia da monarquia dual – as Terras Eslovenas, a Dalmácia, a Ístria e o Condomínio da Bósnia e Herzegovina. Os delegados que assinaram a declaração eram conhecidos como Clube Iugoslavo.
A Declaração de Maio foi geralmente recebida favoravelmente pelos políticos croatas na Croácia-Eslavônia, mas foi recebida com oposição ou indiferença pelos bósnios, pelos sérvios da Bósnia e pelos sérvios da Croácia. A declaração também pressionou o governo do Reino da Sérvia, que viu os objetivos da declaração como uma ameaça ao cumprimento de suas metas da Primeira Guerra Mundial em termos de expansão territorial. Isso levou o governo do Reino da Sérvia a dar prioridade à elaboração da Declaração de Corfu, com o Comitê Iugoslavo delineando os princípios de unificação de um estado comum para todos os eslavos do sul que viviam na Áustria-Hungria, Sérvia e Montenegro na época. A defesa da Declaração de Maio foi proibida pelas autoridades austro-húngaras em maio de 1918.

## Antecedentes

Os reinos e territórios da Áustria-Hungria incluíam alguns que eram habitados por populações eslavas do sul significativas: Caríntia (marcada com 3 na imagem), Carníola (4), Dalmácia (5), Küstenland (7), Estíria (12), Hungria propriamente dita (16), Croácia-Eslavônia (17) e Bósnia e Herzegovina (18).

Durante a Primeira Guerra Mundial, desenvolveu-se pressão nas partes da Áustria-Hungria habitadas pela população eslava do sul – os croatas, sérvios, eslovenos e bósnios – em apoio a uma reforma trialista,  ou ao estabelecimento de um estado comum de eslavos do sul independente do império. Este último deveria ser alcançado através da concretização das ideias iugoslavas e da unificação com o Reino da Sérvia. 
A Sérvia considerou a guerra uma oportunidade de expansão territorial. Um comité encarregado de determinar os objectivos da guerra produziu um programa para estabelecer um estado jugoslavo através da adição de partes habitadas pelos eslavos do sul das terras dos Habsburgos – Croácia-Eslavónia, Terras Eslovenas, Voivodina, Bósnia e Herzegovina e Dalmácia.  Na Declaração de Niš, a Assembleia Nacional da Sérvia anunciou a luta para libertar e unificar os “irmãos não libertados”.  Este objectivo foi contrariado pela Tríplice Entente, que favorecia a existência da Áustria-Hungria como contrapeso à influência do Império Alemão. 
Em 1915, o Comitê Iugoslavo foi criado como um grupo ad hoc sem capacidade oficial.  O comité, parcialmente financiado pelo governo sérvio, era constituído por intelectuais e políticos da Áustria-Hungria que afirmavam representar os interesses dos eslavos do sul.  Ante Trumbić serviu como presidente do comité,  mas o seu membro mais proeminente foi Frano Supilo, o co-fundador da Coligação Croata-Sérvia (HSK) no poder na Croácia-Eslavónia. Supilo defendeu uma federação composta pela Sérvia (incluindo Voivodina), Croácia (abrangendo Croácia-Eslavônia e Dalmácia), Bósnia e Herzegovina, Eslovênia e Montenegro. Ao mesmo tempo, o comité tomou conhecimento de que a Tríplice Entente prometeu ao Reino de Itália território (partes das Terras Eslovenas, Ístria e Dalmácia) ao abrigo do Tratado de Londres para forjar uma aliança com essa nação.  A maioria dos membros do comité eram da Dalmácia e viam o Tratado de Londres como uma ameaça que só poderia ser controlada com a ajuda da Sérvia. 
O apoio internacional só começou a se afastar gradualmente da preservação da Áustria-Hungria em 1917. Naquele ano, a Rússia pediu a paz após a Revolução Russa, enquanto os Estados Unidos, cujo presidente Woodrow Wilson defendia o princípio da autodeterminação, entraram na guerra.  No entanto, em seu discurso dos Quatorze Pontos, Wilson apenas prometeu autonomia para os povos da Áustria-Hungria. A preservação da monarquia dual não foi abandonada antes da assinatura do Tratado de Brest-Litovsk em março de 1918. Nessa altura, os aliados estavam convencidos de que não conseguiriam resistir à revolução comunista. 

## Clube Iugoslavo
Os deputados eslavos do sul no Conselho Imperial Austro-Húngaro em Viena se organizaram no Grupo Parlamentar Iugoslavo ou Clube Iugoslavo, seguindo exemplos de agrupamentos semelhantes de seus colegas poloneses e tchecos. Os deputados representavam as terras da Cisleitânia (Terras Eslovenas, Dalmácia, Ístria e Bósnia e Herzegovina). O Clube Iugoslavo era presidido pelo líder do Partido Popular Esloveno (SLS), Anton Korošec . Vinte e três membros do clube eram eslovenos, doze eram croatas e dois eram sérvios. 

## Anúncio e recepção

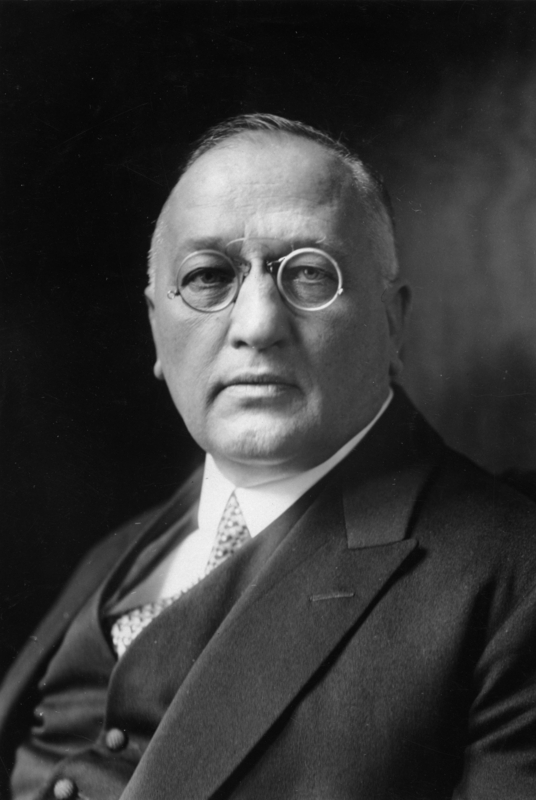
Anton Korošec liderou o Partido Popular Esloveno e presidiu o Clube Iugoslavo que elaborou a Declaração de Maio.

Em 30 de maio de 1917, 33 membros do Clube Iugoslavo apresentaram uma declaração, exigindo a unificação das terras dos Habsburgos habitadas por croatas, eslovenos e sérvios em um estado democrático, livre e independente organizado como um reino dos Habsburgos. A demanda foi feita com referências aos princípios da autodeterminação nacional e do direito do estado croata. Os signatários incluíam Korošec e dois outros líderes políticos eslovenos proeminentes - o governador do Ducado da Carníola, Ivan Šusteršič, e Janez Evangelist Krek. As fontes não estão totalmente de acordo sobre o número de signatários. O historiador croata Ivo Perić afirmou que havia 32 signatários, enquanto o historiador Ferdo Šišić listou 35 nomes de signatários. A lista composta por Šišić parece pouco confiável porque listou duas pessoas que morreram antes da resolução ser adotada e Gustav Gregorin que deixaram o país e se juntaram ao Comitê Iugoslavo. A declaração foi lida no Sabor Croata em 20 de julho de 1917 por Živko Petričić e ele afirmou que havia 33 signatários. De acordo com o historiador Stjepan Matković, havia 20 signatários eslovenos, onze croatas representando a Ístria e a Dalmácia, [a] e dois sérvios croatas eleitos na Dalmácia.[b]
A Declaração de Maio foi inicialmente acolhida na Croácia pela facção Mile Starčević do Partido dos Direitos (SSP).  O líder do SSP, Ante Pavelić, elogiou a declaração no Sabor croata uma semana após a sua estreia em Viena como uma expressão de um espírito democrático despertado na Europa pela Rússia esclarecida.  Ao apoiar publicamente a declaração, Pavelić estava plenamente ciente de que não haveria concessões por parte de Viena.  A facção Frankista do SSP, organizada como Partido Puro dos Direitos e liderada por Aleksandar Horvat, não endossou a declaração, mas declarou que não iria dificultar os esforços daqueles que apoiavam a declaração. O líder do Partido Popular Camponês da Croácia, Stjepan Radić, ofereceu apenas apoio morno. Um apoio particularmente forte à declaração veio de Antun Bauer, o então Arcebispo de Zagreb.  O HSK, como partido no poder na Croácia-Eslavónia, e o seu cofundador e líder Svetozar Pribičević, ignoraram a Declaração de Maio. 
A declaração foi contestada por líderes bósnios, como o presidente da Dieta da Bósnia, Safvet-beg Bašagić. Uma contraproposta foi apresentada ao Imperador, segundo a qual a Bósnia e Herzegovina seria anexada à Hungria e receberia um certo grau de autonomia. Os sérvios da Bósnia estavam reservados, enquanto os sérvios da Croácia se opuseram amplamente às exigências da declaração. A declaração também foi criticada por alguns católicos romanos, como Krek, que preferiam um estado unificado fora dos reinos dos Habsburgos. 
A Declaração de Maio foi debatida durante um ano. Em maio de 1918, o bispo católico romano de Krk, Anton Mahnič, escreveu uma série de artigos de jornal apoiando os objetivos da declaração. Mahnič considerou o estabelecimento de algum tipo de governo comum eslavo do sul inevitável e estava predominantemente preocupado com questões de "coabitação étnica e confessional" em tal estado. Os seus esforços, bem como os de outros proponentes da declaração, chegaram ao fim em 12 de Maio de 1918, quando as autoridades imperiais proibiram a continuação da defesa da Declaração de Maio. 

## Impacto

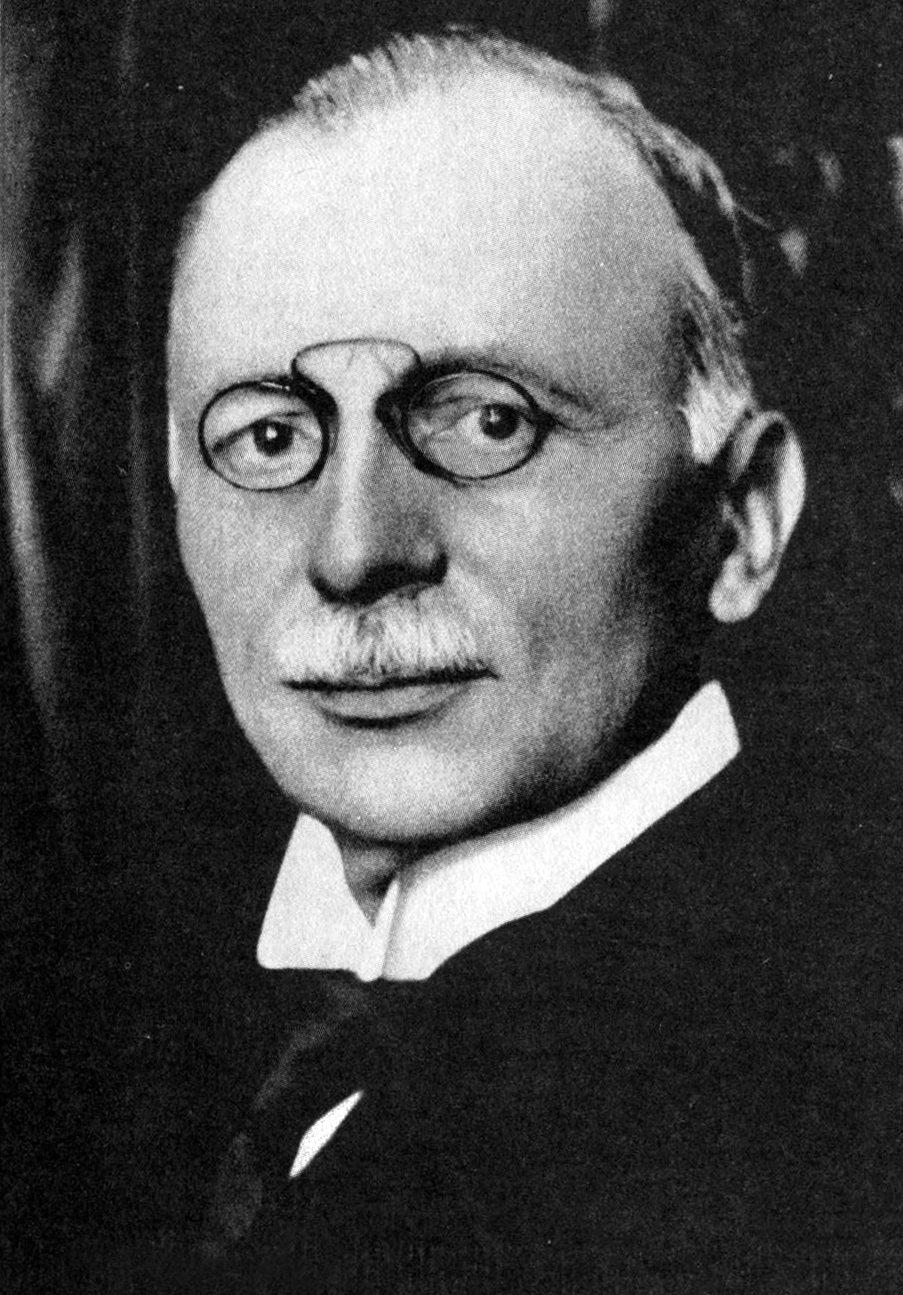
Ante Trumbić liderou o Comitê Iugoslavo na preparação para a criação da Iugoslávia.

A Declaração de Maio teve um impacto significativo. Além de mover a questão da unificação eslava do Sul para além do seu enquadramento croata e demonstrar que os intervenientes políticos eslovenos não eram necessariamente leais ao império, a declaração impactou o pensamento das autoridades na Sérvia e do Comitê Iugoslavo.  A declaração também reafirmou a posição dos sérvios croatas como grupo político na Croácia. 
A Tríplice Entente estava procurando maneiras de alcançar uma paz separada com a Áustria-Hungria e, assim, separá-la da Alemanha, apresentando um problema ao governo sérvio – exilado na ilha grega de Corfu. Enfrentou o risco substancial de uma solução trialista das terras eslavas do sul dentro da Áustria-Hungria no caso de um tratado de paz separado, cancelando assim qualquer hipótese de cumprimento dos objectivos de guerra sérvios proclamados. 
O Comitê Iugoslavo também foi colocado sob pressão. Afirmava falar em nome dos eslavos do sul na Áustria-Hungria, mas estava abertamente cuidando de seus próprios interesses. O desafio apresentado pela Declaração de Maio ao Comitê Iugoslavo e ao governo da Sérvia, privando-os da iniciativa no processo de unificação eslava do sul, levou os dois a considerarem a elaboração de um programa de unificação das terras eslavas do sul na Áustria-Hungria e fora dela uma prioridade. Eles realizaram uma série de reuniões em Corfu de 15 de junho a 20 de julho, tentando chegar a um consenso apesar das visões radicalmente diferentes sobre o sistema de governo no estado comum proposto. Não foi alcançado nenhum acordo sobre a questão, pelo que a Declaração de Corfu resultante ignorou o assunto, deixando a decisão à Assembleia Constituinte por maioria qualificada não especificada. 
Em 2 e 3 de março de 1918, uma conferência foi realizada em Zagreb, com a presença, entre outros, de representantes do SSP, do SLS, do Partido Progressista Nacional e dissidentes do HSK. A reunião produziu a Resolução de Zagreb sobre a unificação política dos eslavos do sul.  À medida que a autoridade central da Áustria-Hungria se desintegrava gradualmente em 1918, conselhos nacionais provinciais foram estabelecidos (incluindo um para a Eslovênia pelo Clube Iugoslavo) para preencher o vácuo de poder, introduzindo uma administração paralela em julho. Em Outubro, o Conselho Nacional dos Eslovenos, Sérvios e Croatas foi estabelecido em Zagreb como um governo de facto das terras eslavas do sul na Áustria-Hungria. 